# Étrœungt
Étrœungt [etʁœ̃] est une commune française située dans le département du Nord, en région Hauts-de-France.

## Géographie
Étrœungt se situe dans le Sud-Est du département du Nord (Hainaut) dans le parc naturel régional de l'Avesnois. L'Avesnois est connu pour son bocage et son relief un peu vallonné dans sa partie sud-est (début des contreforts des Ardennes), dite « petite Suisse du Nord ».
Étrœungt fait partie administrativement de l'Avesnois, géologiquement des Ardennes, historiquement du Hainaut et paysagèrement de la Thiérache.

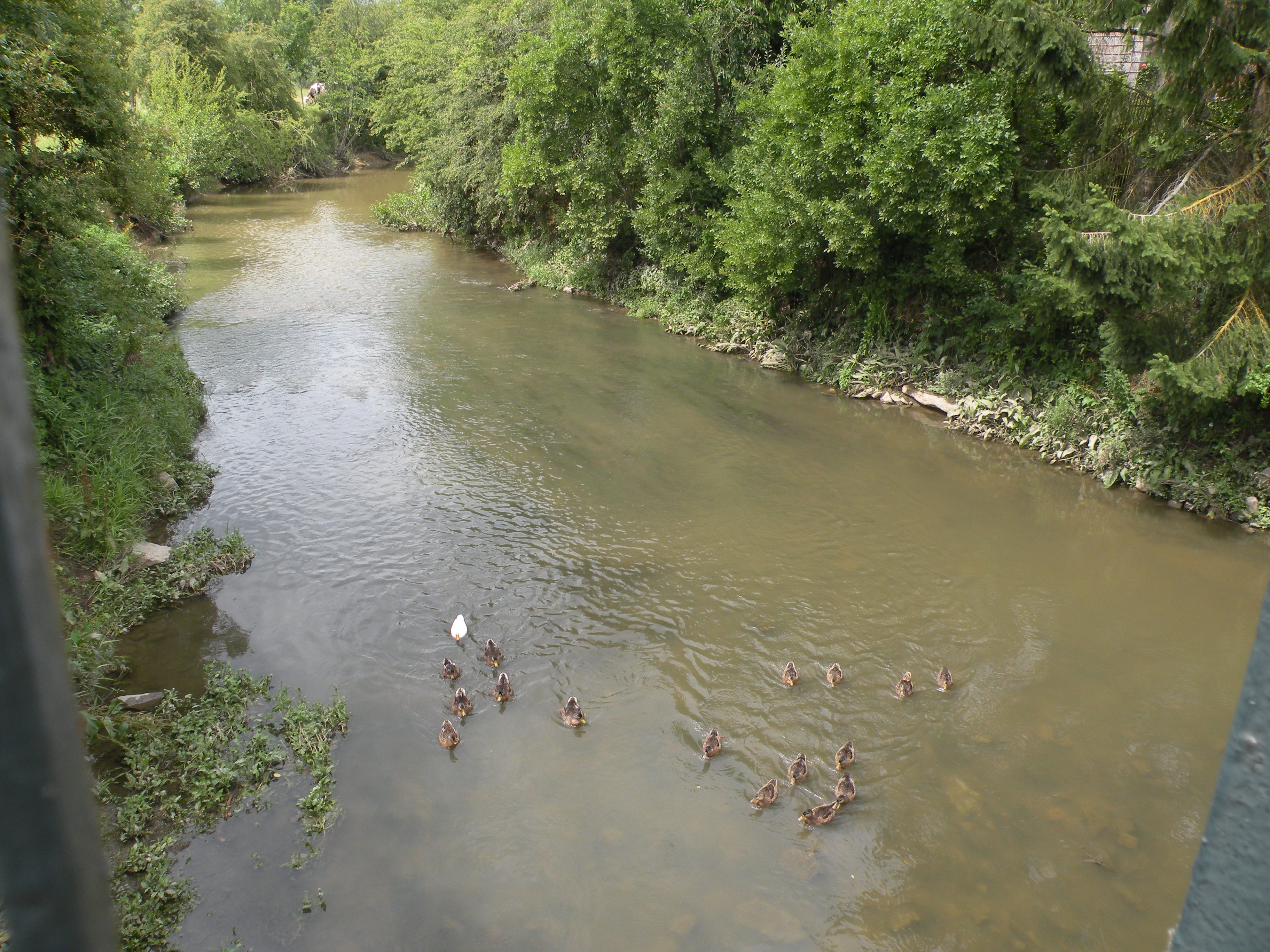
L'Helpe Mineure à Étrœungt.

Le village est traversé par l'Helpe Mineure, affluent de la Sambre. Parfois, l'Helpe Mineure sort de son lit et inonde les habitations situées à proximité.
Étrœungt est bordée par dix communes dont deux du département de l'Aisne : Avesnelles, Boulogne-sur-Helpe, Féron, Floyon, Haut-Lieu, La Flamengrie (Aisne), Larouillies, Rainsars, Rocquigny (Aisne), Sémeries. La gare SNCF la plus proche est celle d'Avesnes-sur-Helpe.
La commune se trouve à 110 km de Lille (préfecture du Nord), Bruxelles (Belgique) ou Reims (Marne), à 55 km de Valenciennes, Laon, Mons (B) ou Charleroi (B), à 22 km de Maubeuge, à 10 km de Fourmies et à 7 km d'Avesnes-sur-Helpe sous-préfecture). Étrœungt est placée sur l'axe routier connu qu'est la RN 2 (route nationale 2) reliant Paris à Bruxelles. La Belgique se trouve à 15 km.

### Communes limitrophes
| Haut-Lieu (59)          | Avesnelles (59)                        | Sémeries (59) et Rainsars (59) |
| Boulogne-sur-Helpe (59) | Étrœungt                               | Féron (59)                     |
| Floyon (59)             | Larouillies (59) et La Flamengrie (02) | Rocquigny (02)                 |

### Hydrographie

#### Réseau hydrographique
La commune est située dans le bassin Artois-Picardie. Elle est drainée par l'Helpe Mineure, le ruisseau du Pont de Sains, le ruisseau de la Longue Queue, la Basse Boulogne, la Cantraine, le Ponceau, le ruisseau Bouvrout, le ruisseau de la Fontaine cavée, le ruisseau de la Fontaine durand, le ruisseau de la Plate pierre, le ruisseau Des Prés madame, les Hayettes et divers autres petits cours d'eau,.
L'Helpe Mineure, d'une longueur de 50 km, prend sa source dans la commune de Ohain et se jette  dans la Sambre canalisée à Locquignol, après avoir traversé douze communes. Les caractéristiques hydrologiques de l'Helpe Mineure sont données par la station hydrologique située sur la commune. Le débit moyen mensuel est de 1,81 m3/s. Le débit moyen journalier maximum est de 60 m3/s, atteint lors de la crue du 21 décembre 1993. Le débit instantané maximal est quant à lui de 76,3 m3/s, atteint le même jour.

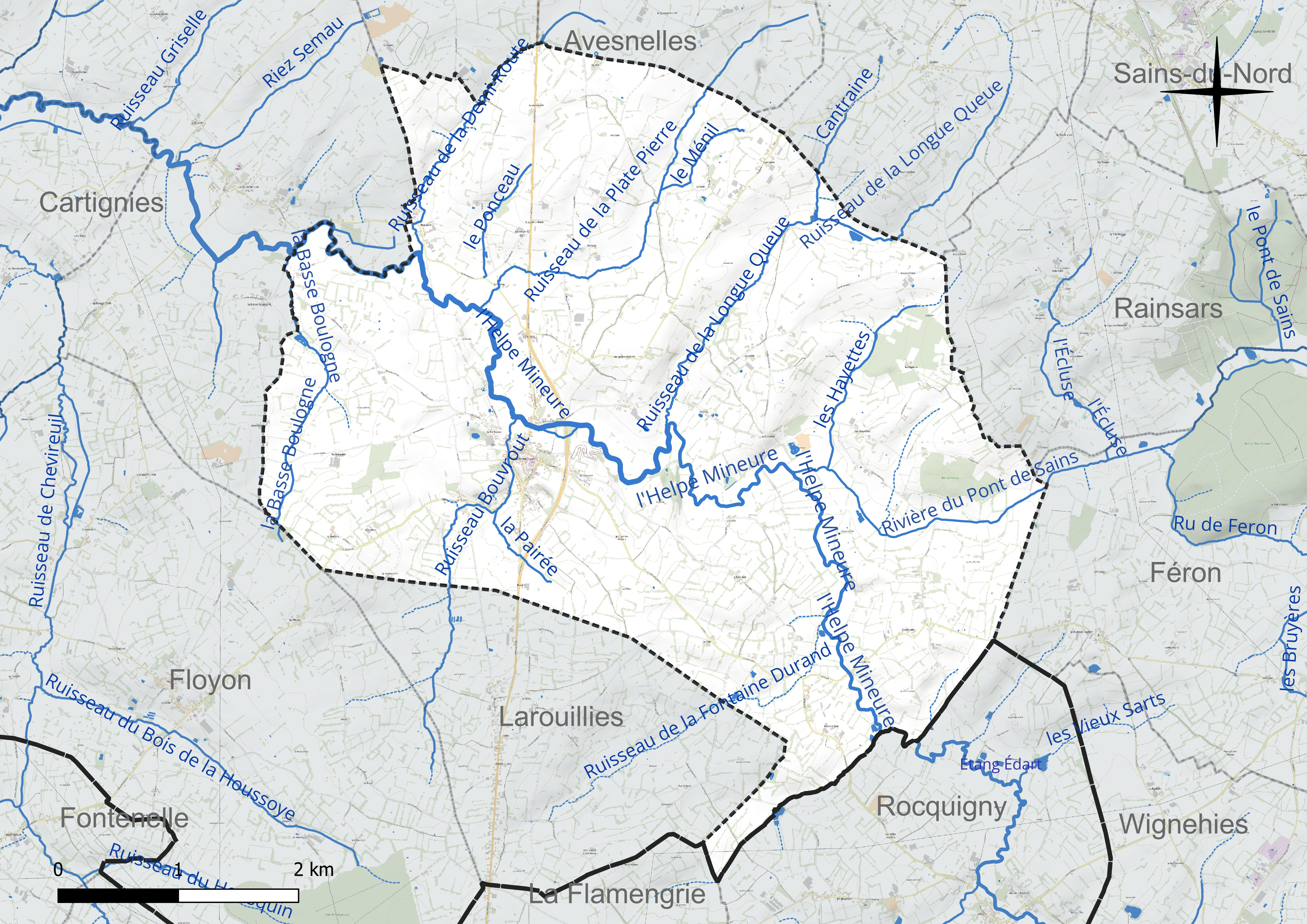
Réseau hydrographique d'Étrœungt.

#### Gestion et qualité des eaux
Le territoire communal est couvert par le schéma d'aménagement et de gestion des eaux (SAGE) « Sambre ». Ce document de planification concerne un territoire de 1 253 km2 de superficie, délimité par le bassin versant de la Sambre. Le périmètre a été arrêté le 1er novembre 2003 et le SAGE proprement dit a été approuvé le 21 septembre 2012, puis modifié le 18 août 2022. La structure porteuse de l'élaboration et de la mise en œuvre est le syndicat mixte du Parc naturel régional de l'Avesnois. 
La qualité des cours d'eau peut être consultée sur un site dédié géré par les agences de l'eau et l'Agence française pour la biodiversité. 

### Climat
Pour des articles plus généraux, voir Climat des Hauts-de-France et Climat du Nord.
En 2010, le climat de la commune est de type climat des marges montargnardes, selon une étude du CNRS s'appuyant sur une série de données couvrant la période 1971-2000. En 2020, Météo-France publie une typologie des climats de la France métropolitaine dans laquelle la commune est exposée à un climat océanique altéré et est dans la région climatique  Nord-est du bassin Parisien, caractérisée par un ensoleillement médiocre, une pluviométrie moyenne régulièrement répartie au cours de l'année et un hiver froid (3 °C). 
Pour la période 1971-2000, la température annuelle moyenne est de 9,7 °C, avec une amplitude thermique annuelle de 15,3 °C. Le cumul annuel moyen de précipitations est de 875 mm, avec 12,9 jours de précipitations en janvier et 10,1 jours en juillet. Pour la période 1991-2020, la température moyenne annuelle observée sur la station météorologique la plus proche, située sur la commune de Saint-Hilaire-sur-Helpe à 8 km à vol d'oiseau, est de 10,5 °C et le cumul annuel moyen de précipitations est de 802,4 mm,. Pour l'avenir, les paramètres climatiques de la commune estimés pour 2050 selon différents scénarios d'émission de gaz à effet de serre sont consultables sur un site dédié publié par Météo-France en novembre 2022.

## Urbanisme

### Typologie
Au 1er janvier 2024, Étrœungt est catégorisée bourg rural, selon la nouvelle grille communale de densité à sept niveaux définie par l'Insee en 2022.
Elle est située hors unité urbaine. Par ailleurs la commune fait partie de l'aire d'attraction d'Avesnes-sur-Helpe, dont elle est une commune de la couronne,. Cette aire, qui regroupe 14 communes, est catégorisée dans les aires de moins de 50 000 habitants,.

### Occupation des sols
L'occupation des sols de la commune, telle qu'elle ressort de la base de données européenne d'occupation biophysique des sols Corine Land Cover (CLC), est marquée par l'importance des territoires agricoles (96,3 % en 2018), en diminution par rapport à 1990 (97,4 %). La répartition détaillée en 2018 est la suivante : 
prairies (95,3 %), forêts (2 %), zones urbanisées (1,7 %), zones agricoles hétérogènes (1 %). L'évolution de l'occupation des sols de la commune et de ses infrastructures peut être observée sur les différentes représentations cartographiques du territoire : la carte de Cassini (XVIIIe siècle), la carte d'état-major (1820-1866) et les cartes ou photos aériennes de l'IGN pour la période actuelle (1950 à aujourd'hui).

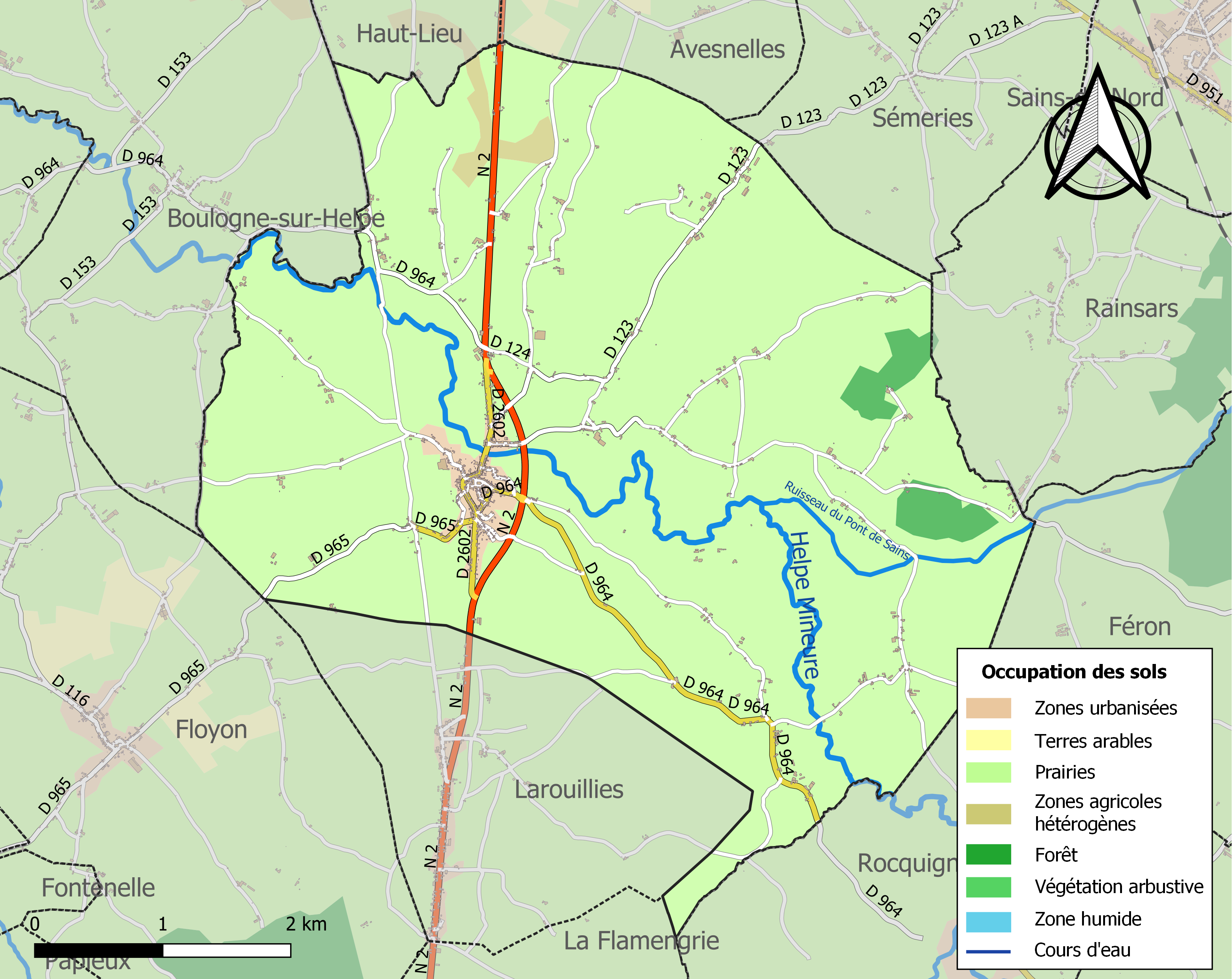
Carte des infrastructures et de l'occupation des sols de la commune en 2018 (CLC).

## Toponymie
- Noms anciens : Strata Duronum, Itinéraire d'Antonin et Carte de Peutinger. — Struum, 1104, Inventaire des chartes de Liessies. — Estrun, 1106, Le Carp. Pr. I I , 86. — Estruen, 1150, Inv. des chartes de Liessies. — Estruem, 1152, cart. de l'abb. de Liessies. — Estruen, 1167, id. — Estroen, 1238, 1er cart. du Hainaut. — Estrun, 1248, Charte de Jean 1er d'Avesnes. — Estroen , 1249, cart. de Liessies. — Estrœun, 1283, St-Genois, Mon. anciens, 233. — Estrœng-le-Cauchie, 1428, Archives de l'Empire, K, 544. — Estruen-le-Caulchie, 1415. — Estrœn-le-Caulchie, 1470. — Estrœs, 1477, Molinet, chron. ch. 42. — Estrueng-le-Caulchie, 1502. — Estrœng-la-Caulchée, 1552. — Etroeng-la-Caulchée, 1566. — Etroen — Estrun — Etroeun — Estroeun, 1566, acte de Marguerite de Parme. — Estrun Chaussée, 1648, Vinchant, Ann. du Hainaut. — Estrœng-la-Chaussée, 1695. — Estroeng, 1725, acte de l'Intendant du Hainaut, de Vastans, — Étrœungt-la Chaussée, XVIIIe siècle (cf "bulletin de la commission historique du département du Nord" - tome IX - 1866).

Étrœungt, issu du mot estrée caractéristique des pays de langue d'oïl en France ( issu du latin strata (via) ). Il s'agit de la voie romaine de Bavai à Reims, constituée par le Chemin Biwetz qui limite, à l'est, le territoire de Boulogne-sur-Helpe.

## Histoire
Probablement pour des raisons de sécurité, le bourg a été construit sur l'éperon rocheux qui domine l'Helpe. Il fit d'abord partie du pays des Nerviens, un peuple de l'ancienne Gaule dont la civilisation était déjà raffinée puis passa ensuite sous la domination romaine.
L'ancienne agglomération de Duronum se trouvait à l'ouest du village actuel, sur la voie romaine de Bavay à Reims, au lieu-dit la Pairée. Cette voie romaine (aussi nommée Chaussée Brunehaut) est l'une de ces routes qui furent empierrées par les Romains pour rejoindre Bavay, lieu de rencontre et carrefour (géométrique) de sept chaussées qui se dirigeaient vers le Rhin, l'Océan, les Alpes et les Pyrénées. Le « hameau de Warpont » tient son origine étymologique du garde-pont, ainsi nommé au sujet du poste que l'on plaçait parfois pour garder le pont de la chaussée romaine sur la rivière de l'Helpe Mineure.
Le château d'Étrœungt était bâti lui aussi à l'ouest du village à la jonction du ruisseau Bouvelet et de la rivière l'Helpe-Mineure. C'est ce château qu'occupait le seigneur d'Étrœungt, Bouchard d'Avesnes, qui fut excommunié en 1216 pour avoir épousé Marguerite de Flandre, alors qu'il était engagé dans les ordres comme sous-diacre. Cette aventure déclencha une querelle retentissante entre les comtes de Flandre et ceux de Hainaut et provoqua l'arbitrage de Saint Louis en 1248. Le roi de France donne le comté de Hainaut aux d'Avesnes. Elle a d'ailleurs inspiré des peintres et constitue l'évènement le plus célèbre de l'histoire d'Étrœungt. La seignerie puis baronnie d'Étrœungt fut ainsi tenue par la maison d'Avesnes de 1212 jusqu'en 1427 qui lui donna 14 seigneurs.
Étrœungt passe sous l'autorité des ducs de Bourgogne en 1427.
De 1428 jusqu'en 1706, le village est une terre franche dépendant de la maison de Croÿ, princes de Chimay, qui lui donnent 14 seigneurs. En 1659, après le rattachement d'Avesnes à la France, il profite de cette situation pour demeurer indépendant fiscalement et conservera encore de longues années ses exemptions fiscales.
Le 4 août 1461, le roi de France Louis XI ayant appris la mort de son père Charles VII, passe à Étrœungt pour rejoindre Reims pour y être couronné. Il est accompagné de Philippe le Bon, duc de Bourgogne.
le duc de Bourgogne cède la terre d'Étrœungt à Philippe Ier de Croÿ en 1470.
Le 11 juin 1477, Louis XI retourne à Étrœungt avant d'attaquer Avesnes. Le 18 août 1477, Étrœungt passe dans la maison d'Autriche par le mariage de Marie de Bourgogne avec l'archiduc Maximilien d'Autriche.
Étrœungt passe sous domination espagnole en 1507, sous l'autorité de Charles II de Bourgogne (Charles-Quint), duc de Bourgogne et comte de Flandre. Son parrain est Charles Ier de Croÿ, prince de Chimay. Le château d'Étrœungt est détruit durant les guerres entre le royaume de France et le Saint-Empire romain germanique. Le village d'Étrœungt est alors défendu par deux forts (le fort du Buffle sur la rive gauche de l'Helpe-mineure et le fort du Moulin sur la rive droite). En mai 1543, les 300 défenseurs du fort du Buffle furent passés par les armes pour s'être opposés aux troupes de François Ier qui se préparaient à s'emparer d'Avesnes.
En juin 1551, Philippe III de Croÿ prend "possession de la franche ville et terre d'Estroengt-la-Chaulchée".
Le 9 juillet 1552, l'armée du roi Henri II de France incendie le village d'Étrœungt et l'église Saint-Martin. Le 10 juillet la cavalerie française est noyée en traversant l'Helpe-Mineure au hameau de Warpont.
l'église Saint-Martin est reconstruite en 1570.
Avec le traité de Nimègue Étrœungt est rattaché à la France de Louis XIV en 1678.

En 1706, le parlement de Paris adjuge la baronnie d'Étrœungt à Philippe II, duc d'Orléans. La maison d'Orléans la conserve jusqu'à la révolution de 1789.

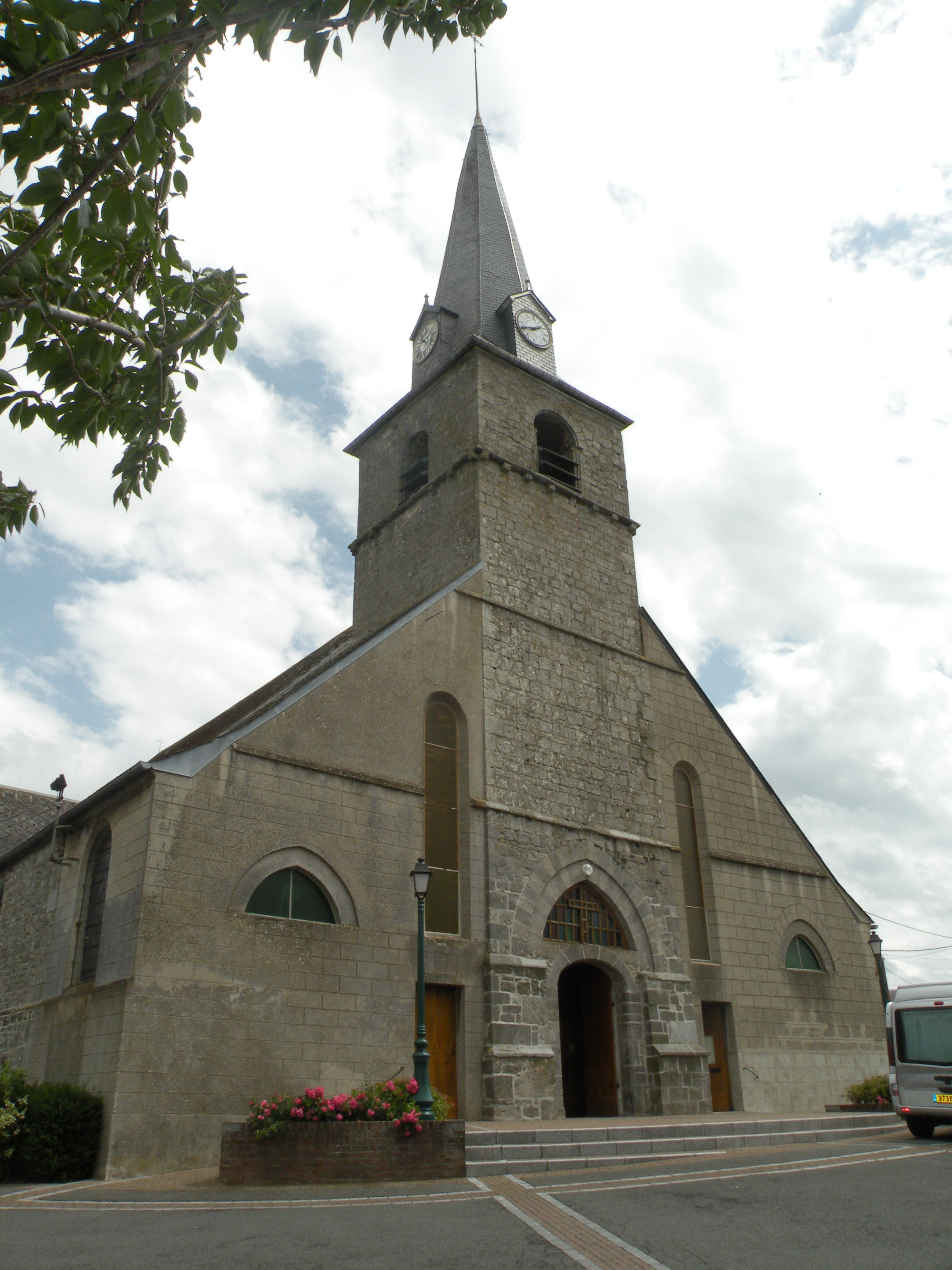
L'église Saint-Martin.

L'église Saint-Martin surplombant la Place date de 1570. Elle a été souvent remaniée, surtout en 1776 à la suite d'un incendie. Le chœur, plus endommagé que le reste de l'édifice, fut remis à neuf par les moines de l'abbaye de Liessies, alors collateurs de la cure. Elle fut restaurée en 1854 et 1880.
À la suite de la subdivision des départements français en districts, à compter de 1790, Etroeungt appartient au district d'Avesnes jusqu'en 1795, date à laquelle les districts sont supprimés par la constitution du 5 fructidor An III (22 août 1795). Ils seront remplacés par les arrondissements créés par la loi du 28 pluviöse an VIII (17 février 1800). En parallèle, à compter de 1790, Étrœungt devient le chef-lieu de canton qui regroupe les communes de Féron, Floyon, Larouillies, Rainsars et Wignehies. Plus tard, le canton sera scindé entre celui d'Avesnes et celui de Trélon.
À la suite de la loi du 28 pluviôse an VIII (17 février 1800) qui crée les arrondissements pour remplacer les districts, Etreoungt fait partie de l'arrondissement d'Avesnes-sur-Helpe créé au regard de l'arrêté en date du 17 ventôse an VIII. 
En 1839, le moulin à farine est transformé en filature.
En 1847, une filature dénommée Pecquériaux est répertoriée dans la commune.
En 1865, on plaça de magnifiques vitraux aux trois fenêtres du fond du chœur. Celui du centre représente la copie exacte de la célèbre descente de croix du fameux peintre Rubens. L'église possède au total quatre autels dont deux du XVIIIe consacrés à la Vierge et à saint Martin. En 1880, elle fut de nouveau restaurée intérieurement.
Le 28 octobre 1907 est mise en service la ligne de chemin de fer Avesnes-sur-Helpe - Solesmes (47 km) via Warpont où un aller et retour de Warpont à la gare du centre d'Étrœungt devait être assuré avant de gagner Avesnes. En 1907, le service régulier des voyageurs assurait 4 allers-retours par jour. En 1916, pendant l'occupation allemande, les rails ont été démontés et le réseau a été dans l'impossibilité de fonctionner.

## Importance géologique
La commune a donné son nom au Strunien, étage géologique de référence mondiale.

### Héraldique

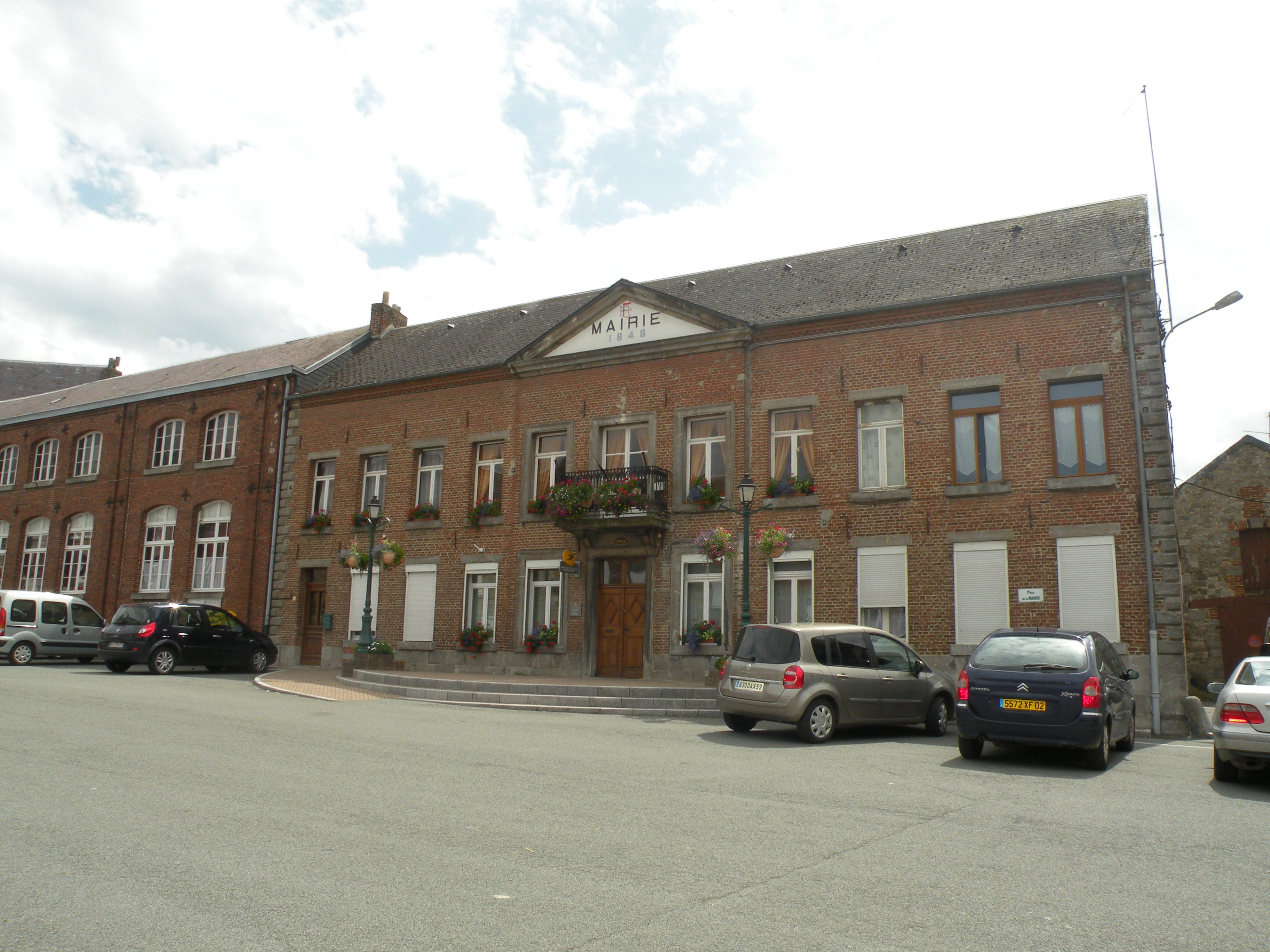
La mairie.

| Blason de Étrœungt | Blason  | Parti en 1) de gueules à dix losanges de sable ordonnés 3, 3, 3 et 1 au 2) d'or au courbet aussi de sable |
| Blason de Étrœungt | Détails | Le blason change en 1935 sur la proposition du maitre d'œuvre de la salle des fêtes d'Étrœungt. Elle représente pour le 1) la famille d'Orléans dernier prince de la commune et en 2) un courbet en référence au nom des villageois les Courbéteux. Le statut officiel du blason reste à déterminer. |
| Blason de Étrœungt | Alias   | Écartelé : aux 1 et 4, d'argent à trois fasces de gueules ; aux 2 et 3, d'argent à trois doloires de gueules, les deux du chef adossées. Plusieurs villages de l'arrondissement d'Avesnes-sur-Helpe possèdent les mêmes armoiries : Féron, Lez-Fontaine, Ferrière-la-Grande, Rousies, Solre-le-Château et Solrinnes. Ainsi que Bermerain dans l'arrondissement de Cambrai. Ils appartenaient en effet à la famille de Croÿ-Renty. |

## Politique et administration

### Liste des maires
Maire avant 1802-1803 : Louis Clavons, membre du conseil d'arrondissement d'Avesnes-sur-Helpe en 1802-1803.
Maire en 1802-1803 : Philippe Gorisse.
Maire en 1807-1808 : Levacq'.

Maire en 1881 : Obled.
| Période                                  | Période                    | Identité            | Étiquette    | Qualité                                                          |
| ---------------------------------------- | -------------------------- | ------------------- | ------------ | ---------------------------------------------------------------- |
| Les données manquantes sont à compléter. |                            |                     |              |                                                                  |
| 1872                                     | 1881                       | Zéphirin Maton      |              |                                                                  |
| 1881                                     | 1896                       | Léon Obled          |              |                                                                  |
| 1896                                     | 1902                       | Ovide Valentin      |              |                                                                  |
| 1902                                     | 1915                       | Jules Godbille      |              |                                                                  |
| 1915                                     | 1915                       | Albert Hosselet     |              |                                                                  |
| 1915                                     | 1916                       | Omer Carlier        |              |                                                                  |
| 1916                                     | 1919                       | Albert Lahanier     |              |                                                                  |
| 1919                                     | 1919                       | Jules Godbille      |              |                                                                  |
| 1919                                     | 1920                       | Olivier Contesse    |              |                                                                  |
| 1920                                     | 1922                       | Léon Allaire        |              |                                                                  |
| 1922                                     | 1924                       | Albert Hosselet     |              |                                                                  |
| 1924                                     | 1925                       | Alfred Fostier      |              |                                                                  |
| 1925                                     | 1929                       | Charles Lion        |              |                                                                  |
| 1929                                     | 1941                       | Alfred Fostier      |              |                                                                  |
| 1941                                     | 1954                       | Alphonse Lefebvre   |              |                                                                  |
| 1954                                     | 1971                       | Jean Fostier        |              |                                                                  |
| 1971                                     | juin 1995                  | Pierre D'Halluin    |              |                                                                  |
| Juin 1995                                | mars 2014                  | Jean-Jacques Anceau | apparenté PS | Conseiller général du canton d'Avesnes-sur-Helpe-Sud (2008-2015) |
| Mars 2014                                | En cours (au 4 avril 2014) | Vincent Justice     | DVD          |                                                                  |

### Finances locales
Cette sous-section présente la situation des finances communales d'Étrœungt.
Pour l'exercice 2013, le compte administratif du budget municipal d'Étrœungt s'établit à 1 296 000 € en dépenses et 1 351 000 € en recettes :
En 2013, la section de fonctionnement se répartit en 704 000 € de charges (499 € par habitant) pour 752 000 € de produits (533 € par habitant), soit un solde de 49 000 € (34 € par habitant), :
- le principal pôle de dépenses de fonctionnement est celui des achats et charges externes[Note 6] pour 270 000 € (38 %), soit 191 € par habitant, ratio voisin de la valeur moyenne de la strate. Sur les cinq dernières années, ce ratio fluctue et présente un minimum de 124 € par habitant en 2012 et un maximum de 191 € par habitant en 2013 ;
- la plus grande part des recettes est constituée de la dotation globale de fonctionnement (DGF)[Note 7] pour 285 000 € (38 %), soit 202 € par habitant, ratio supérieur de 15 % à la valeur moyenne pour les communes de la même strate (176 € par habitant). Depuis cinq ans, ce ratio fluctue et présente un minimum de 187 € par habitant en 2009 et un maximum de 202 € par habitant en 2013.

Les taux des taxes ci-dessous sont votés par la municipalité d'Étrœungt. Ils ont varié de la façon suivante par rapport à 2012 :
- la taxe d'habitation égale 10,64 % ;
- la taxe foncière sur le bâti égale 9,21 % ;
- celle sur le non bâti constante 29,22 %.

La section investissement se répartit en emplois et ressources. Pour 2013, les emplois comprennent par ordre d'importance :
- des dépenses d'équipement[Note 9] pour une valeur de 382 000 € (65 %), soit 271 € par habitant, ratio inférieur de 19 % à la valeur moyenne pour les communes de la même strate (333 € par habitant). En partant de 2009 et jusqu'à 2013, ce ratio fluctue et présente un minimum de 78 € par habitant en 2009 et un maximum de 981 € par habitant en 2012 ;
- des remboursements d'emprunts[Note 10] pour une valeur de 209 000 € (35 %), soit 148 € par habitant, ratio supérieur de 139 % à la valeur moyenne pour les communes de la même strate (62 € par habitant).

Les ressources en investissement d'Étrœungt se répartissent principalement en :
- subventions reçues pour une somme de 194 000 € (32 %), soit 137 € par habitant, ratio supérieur de 69 % à la valeur moyenne pour les communes de la même strate (81 € par habitant). Sur les cinq dernières années, ce ratio fluctue et présente un minimum de 15 € par habitant en 2009 et un maximum de 481 € par habitant en 2012 ;
- fonds de Compensation pour la TVA pour 76 000 € (13 %), soit 54 € par habitant, ratio supérieur de 46 % à la valeur moyenne pour les communes de la même strate (37 € par habitant).

L'endettement d'Étrœungt au 31 décembre 2013 peut s'évaluer à partir de trois critères : l'encours de la dette, l'annuité de la dette et sa capacité de désendettement :
- l'encours de la dette pour un montant de 453 000 €, soit 321 € par habitant, ratio inférieur de 47 % à la valeur moyenne pour les communes de la même strate (601 € par habitant). Sur les cinq dernières années, ce ratio fluctue et présente un minimum de 1 € par habitant en 2010 et un maximum de 473 € par habitant en 2012[A2 5] ;
- l'annuité de la dette pour une somme de 233 000 €, soit 165 € par habitant, ratio supérieur de 94 % à la valeur moyenne pour les communes de la même strate (85 € par habitant). Sur les cinq dernières années, ce ratio augmente de façon continue de 0 € à 165 € par habitant[A2 5] ;
- la capacité d'autofinancement (CAF) pour un montant de 109 000 €, soit 77 € par habitant, ratio inférieur de 51 % à la valeur moyenne pour les communes de la même strate (156 € par habitant). Pour la période allant de 2009 à 2013, ce ratio fluctue et présente un minimum de 77 € par habitant en 2013 et un maximum de 165 € par habitant en 2011[A2 6]. La capacité de désendettement est d'environ quatre années en 2013. Sur une période de 14 années, ce ratio est constant et faible (inférieur à 4 ans)

## Population et société

### Démographie

#### Évolution démographique
L'évolution du nombre d'habitants est connue à travers les recensements de la population effectués dans la commune depuis 1793. Pour les communes de moins de 10 000 habitants, une enquête de recensement portant sur toute la population est réalisée tous les cinq ans, les populations de référence des années intermédiaires étant quant à elles estimées par interpolation ou extrapolation. Pour la commune, le premier recensement exhaustif entrant dans le cadre du nouveau dispositif a été réalisé en 2006.

En 2022, la commune comptait 1 255 habitants, en évolution de −5 % par rapport à 2016 (Nord : +0,51 %, France hors Mayotte : +2,11 %).
| 1793  | 1800  | 1806  | 1821  | 1831  | 1836  | 1841  | 1846  | 1851  |
| ----- | ----- | ----- | ----- | ----- | ----- | ----- | ----- | ----- |
| 1 661 | 1 498 | 1 518 | 2 062 | 1 987 | 2 060 | 2 183 | 2 242 | 2 290 |

| 1856  | 1861  | 1866  | 1872  | 1876  | 1881  | 1886  | 1891  | 1896  |
| ----- | ----- | ----- | ----- | ----- | ----- | ----- | ----- | ----- |
| 2 280 | 2 306 | 2 533 | 2 504 | 2 634 | 2 565 | 2 665 | 2 530 | 2 233 |

| 1901  | 1906  | 1911  | 1921  | 1926  | 1931  | 1936  | 1946  | 1954  |
| ----- | ----- | ----- | ----- | ----- | ----- | ----- | ----- | ----- |
| 2 116 | 2 058 | 2 094 | 1 840 | 1 729 | 1 715 | 1 708 | 1 646 | 1 697 |

| 1962  | 1968  | 1975  | 1982  | 1990  | 1999  | 2006  | 2011  | 2016  |
| ----- | ----- | ----- | ----- | ----- | ----- | ----- | ----- | ----- |
| 1 749 | 1 769 | 1 582 | 1 495 | 1 366 | 1 396 | 1 373 | 1 399 | 1 321 |

| 2021  | 2022  | - | - | - | - | - | - | - |
| ----- | ----- | - | - | - | - | - | - | - |
| 1 273 | 1 255 | - | - | - | - | - | - | - |

#### Pyramide des âges
La population de la commune est relativement jeune.
En 2018, le taux de personnes d'un âge inférieur à 30 ans s'élève à 37,5 %, soit en dessous de la moyenne départementale (39,5 %). À l'inverse, le taux de personnes d'âge supérieur à 60 ans est de 25,9 % la même année, alors qu'il est de 22,5 % au niveau départemental.
En 2018, la commune comptait 677 hommes pour 638 femmes, soit un taux de 51,48 % d'hommes, largement supérieur au taux départemental (48,23 %).
Les pyramides des âges de la commune et du département s'établissent comme suit.
| Hommes | Classe d’âge | Femmes |
| ------ | ------------ | ------ |
| 0,3    | 90 ou +      | 0,8    |
| 7,7    | 75-89 ans    | 10,9   |
| 15,1   | 60-74 ans    | 17,2   |
| 19,7   | 45-59 ans    | 19,2   |
| 16,2   | 30-44 ans    | 18,1   |
| 17,7   | 15-29 ans    | 15,0   |
| 23,2   | 0-14 ans     | 18,8   |

| Hommes | Classe d’âge | Femmes |
| ------ | ------------ | ------ |
| 0,5    | 90 ou +      | 1,4    |
| 5,3    | 75-89 ans    | 8,1    |
| 14,8   | 60-74 ans    | 16,2   |
| 19,1   | 45-59 ans    | 18,4   |
| 19,5   | 30-44 ans    | 18,7   |
| 20,7   | 15-29 ans    | 19,1   |
| 20,2   | 0-14 ans     | 18     |

## Économie
Étrœungt est une commune rurale où le nombre d'exploitations agricoles reste important. Les exploitations sont spécialisées dans la production laitière et fournissent des laiteries de l'Avesnois et de la Thiérache (fabrication notamment du maroilles, boulette d'Avesnes, etc.). Auparavant, le nombre de fermes était bien plus important. Mais les quotas laitiers, le prix du lait pas assez revalorisé auprès des producteurs, les obligations en matière de mises aux normes des exploitations, ont conduit à l'arrêt progressif des petites exploitations qui ne pouvaient plus dégager de revenus suffisants.
Étrœungt, à l'instar des communes voisines, se trouvent dans le Sud Avesnois où une grande partie des terres cultivables sont en état de prairie. En effet, le sol argileux ralentit la filtration de l'eau dans le sous-sol et permet une pousse facilitée de l'herbe. L'herbage y est donc depuis longtemps très développé, d'où l'appellation "des herbagers" pour qualifier les exploitants agricoles locaux, appellation usitée par le passé.
Jusque dans les années 1970, Étrœungt disposait de deux sites de transformation des produits laitiers (la laiterie d'Orniaux et une beurrerie). Ensuite, les activités ont été transférées dans des laiteries de la région.
En dehors de l'activité agricole liée à la production laitière, on trouve à Étrœungt quelques commerces et des activités liées aux professions indépendantes.
- La chevrerie : Les soixante-dix chèvres de la Chèvrerie du Pont de l'Ecluse produisent chaque année 45 000 litres de lait permettant la fabrication de 6 tonnes de fromages[réf. nécessaire]. Cette chévrerie est une antenne de l'établissement et service d'accompagnement par le travail du Pont de Sains.
- Gîte de groupe : rue du Moulin, à proximité de l'ancien moulin et l'Helpe Mineure.

## Lieux et monuments
- L'église Saint-Martin
- Chapelles et oratoires : Les chemins de campagne de l'Avesnois sont ponctués de centaines de chapelles et d'oratoires. La commune d'Étrœungt compte à elle seule 24 oratoires dédiés à la Vierge ou à différents saints disséminés au bord des chemins.

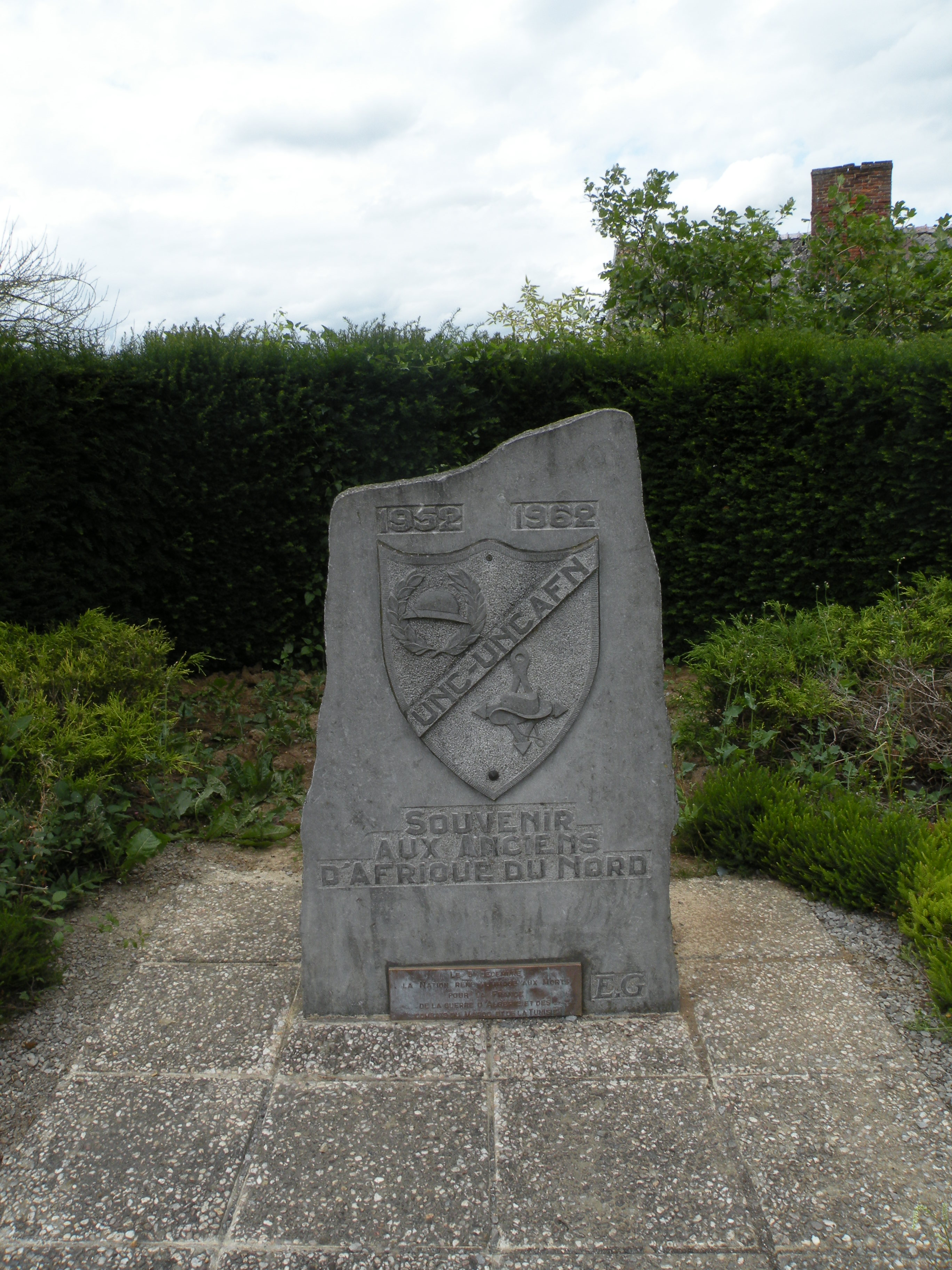
Le mémorial UNC-UNCAFN.

- Le mémorial UNC-UNCAFN des Anciens d'Afrique du Nord
- Les degrés : les escaliers permettent de rejoindre le haut du village (Place) au bas du village (rue Jean-Fostier).
- Le lavoir : Étrœungt possède plusieurs fontaines et des lavoirs publics. Celui situé au centre du village, construit en pierre bleue locale, n'est accessible que par trois petits sentiers piétonniers. L'eau qui y coule est toujours de belle qualité[réf. nécessaire] et limpide. Elle est sans cesse renouvelée grâce à un bon débit.
- L'ancien moulin : Sa conception démontre qu'à l'origine c'est un ancien moulin à farine. En 1839, il devient une filature de laine. En 1898, une société (dont les actionnaires sont des gens du pays) en fait l'acquisition et lui fait produire de l'électricité. Étrœungt est de ce fait électrifié très tôt (avant Fourmies par exemple)[réf. nécessaire]. Son activité cesse en 1939.
- Le moulin de Tatimont : Ancien moulin hydraulique à farine, il a été construit près du hameau de Tatimont. Il est bien rare de ne pas y rencontrer quelques pêcheurs venus jeter leurs lignes dans l'Helpe Mineure.
- Sentiers pédestres : des sentiers de randonnées ont été aménagés découvrir la Thiérache, pays de bocages. Tout autour du village, fermes dispersées, hameaux, herbages, haies, bosquets se succèdent sur un sol vallonné.
- Le site de Warpont : à cet endroit, le pont permet à la voie romaine allant de Bavay à Reims (la Chaussée Brunehaut) de traverser la rivière dont les berges sont jalonnées de vieux saules.

## Personnalités liées à la commune

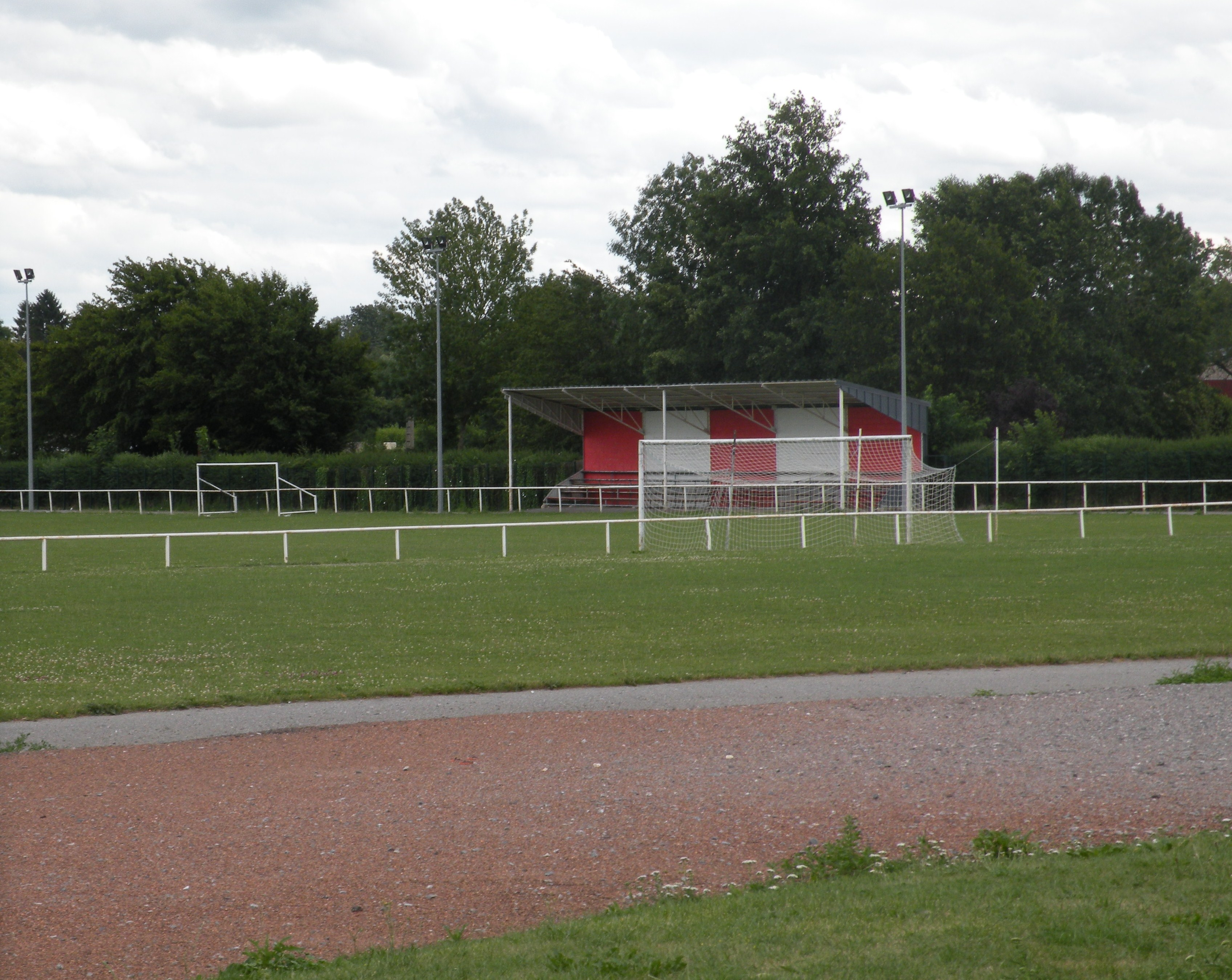
Le stade d'Étrœungt.

- Rose Maireau née à Étrœungt, artiste épouse de Louis Français.

## Sports
- AS Étrœungt
- École de danse "Rythme et Révérence" créée en 2001
- Judo Club Étrœungt (JCE), composante de l'Association Thiérache Judo (ATJ).
- Tennis Club
- Gymnastique et steps
- Club de Pétanque
- Association Cycliste Étrœungt
- Groupe des Randonneurs d'Étrœungt

## Cultes
Église Saint-Martin présente au centre du village, sur la place. Étrœungt fait partie de la paroisse Notre-Dame des Deux-Helpes (diocèse de Cambrai).
- Site de la Paroisse Notre Dame des deux Helpes
- Site internet du diocèse de Cambrai

## Pour approfondir